# Sport en Bosnie-Herzégovine
Cet article traite du sport en Bosnie-Herzégovine.

## Histoire
Les Jeux olympiques d'hiver se sont déroulés à Sarajevo en 1984, le pays faisant alors partie de la Yougoslavie.

## Disciplines

### Football
Le football est le sport le plus populaire en Bosnie-Herzégovine.

### Athlétisme
Bosnie-Herzégovine a produit de nombreux athlètes de premier plan, y compris les membres de l'équipe nationale yougoslave avant l'indépendance.

### Basketball
Le KK Bosna Sarajevo fut champions d'Europe en 1979. L'équipe nationale de basketball yougoslaves, médaillés dans chaque championnat du monde de 1963 à 1990, inclus les joueurs bosniaques tels que Dražen Dalipagić et Mirza Delibašić.

### Boxe
Le boxeur poids moyen Marjan Beneš a remporté plusieurs Championnats Yougoslaves et Championnat d'Europe de boxe. En 1978, il a remporté le titre mondial contre Elish Obeda. 
Un autre poids moyen, Ante Josipović, a remporté la médaille d'or olympique à Los Angeles en 1984. Il a également remporté le Championnat Yougoslave en 1982, le Championnat des Balkans en 1983 et le Trophée Beograd en 1985. 
Felix Sturm aka Adnan Catic est un Allemand ancien champion de boxe de poids moyen d'origine bosniaque.

### Échec
L'équipe d'échecs de Bosnie a été champion de Yougoslavie sept fois, en plus de remporter quatre championnats d'Europe: 1994 à Lyon, 1999 à Bugojno, 2000 à Neum, et 2001. Le club d'échecs Borki Predojević (de Teslić) a également remporté deux Championnats d'Europe des Clubs, à Litochoro (Grèce) en 1999, et Kalithea (Grèce) en 2001.

## Jeux olympiques
- (en) Cet article est partiellement ou en totalité issu de l’article de Wikipédia en anglais intitulé « sport in bosnia and Herzegovina » (voir la liste des auteurs).